# Carlo Costly
Carlo Yaír Costly Molina, né le 18 juin 1982 à San Pedro Sula, est un footballeur international hondurien. Il est attaquant au CD Marathon. Son père, Anthony, était également footballeur.

## Carrière

### En club
En janvier 2019, il signe en faveur du CD Marathon.

### En sélection
Il reçoit 78 sélections et inscrit 32 buts avec le Honduras. 
Sa première sélection a lieu le 2 juin 2007, contre Trinité-et-Tobago (défaite 3-1 en amical).
Il participe avec le Honduras à trois Gold Cup, en 2007, 2009 et 2011. Il est demi-finaliste de cette compétition en 2009 et 2011.
Il prend ensuite part à la Coupe du monde 2014 organisée au Brésil. Lors du mondial, il joue les trois matchs disputés par son équipe. Il joue à cet effet contre la France, l'Équateur, et la Suisse. Il est l'auteur du seul but inscrit par sa sélection au cours de la compétition lors du match Honduras-Équateur.
Il inscrit un triplé contre Grenade en juin 2011, puis un triplé contre le Canada en octobre 2012.
Alors qu'il participe pleinement à la deuxième qualification de l'histoire du Honduras pour la Coupe du monde 2010 avec 6 buts en 12 matchs, et qu'il est le deuxième meilleur buteur de son équipe derrière Carlos Pavón, il se blesse le 9 mai 2010 un mois avant le début de la compétition, et se voit obligé de déclarer forfait pour jouer cette Coupe du monde.